# Florence Goodenough
Florence Laura Goodenough (Honesdale, Pennsylvania, 1886. augusztus 6. – Lakeland Florida, 1959. április 4.) amerikai pszichológus és professzor volt a Minnesotai Egyetem (angolul University of Minnesota, gyakran rövidítve UMN-ként). Lewis M. Terman tanítványa volt.

## Tanulmányai
- Millersville, Pennsylvania (B.Pd. [Bachelor Pedagógia], 1908)
- Columbia Egyetem, New York (BS, 1920; MA, 1921) – Leta Hollingworth tanítványaként
- Stanford Egyetem (Ph.D., 1924) – Lewis M. Terman tanítványaként

## Munkássága
9 tankönyvet írt, 26 kutatást végzett és még számos cikket publikált.
Goodenough kidolgozott egy olyan emberalak-ábrázolást minősítő tesztet, ami a gyermek intelligenciáját méri az emberalak ábrázolásban megnyilvánuló pszichikus teljesítményeket figyelembe véve.
A rajz színvonalának vizsgálatával feltárul a gyermek:
- szenzo-motoros tevékenységének fejlettsége
- az élmények, ismeretek, képességek integrációjának foka és minősége.

A rajz a gyermek egész személyiségének kifejezése, ezért nem elegendő a mechanikus kiértékelés, hanem figyelni kell a rajz üzenetére is.
A több mint 80 éve kidolgozott módszer standardizálása során Goodenough több ezer különböző nemzetiségű és életkorú gyermek rajzát használta fel.
Felfigyelt arra, hogy az RQ és az IQ általános esetben megegyezik, ha a két mutatón jelentősen eltérő értékeket kapunk, akkor az a gyermek pszichikus állapotában és fejlettségében meglévő egyenetlenségre utaló diagnosztikus jelző.